# Operation Lumberjack
1944: Overlord · Dragoon · Mons · Market Garden · Scheldemündung · Aachen · Hürtgenwald · Queen · Elsass-Lothringen · Ardennen
1945: Nordwind · Bodenplatte · Blackcock · Colmar · Veritable · Grenade · Blockbuster · Lumberjack · Undertone · Plunder · Flashpoint · Aschaffenburg · Würzburg · Ruhrkessel · Friesoythe · Nürnberg

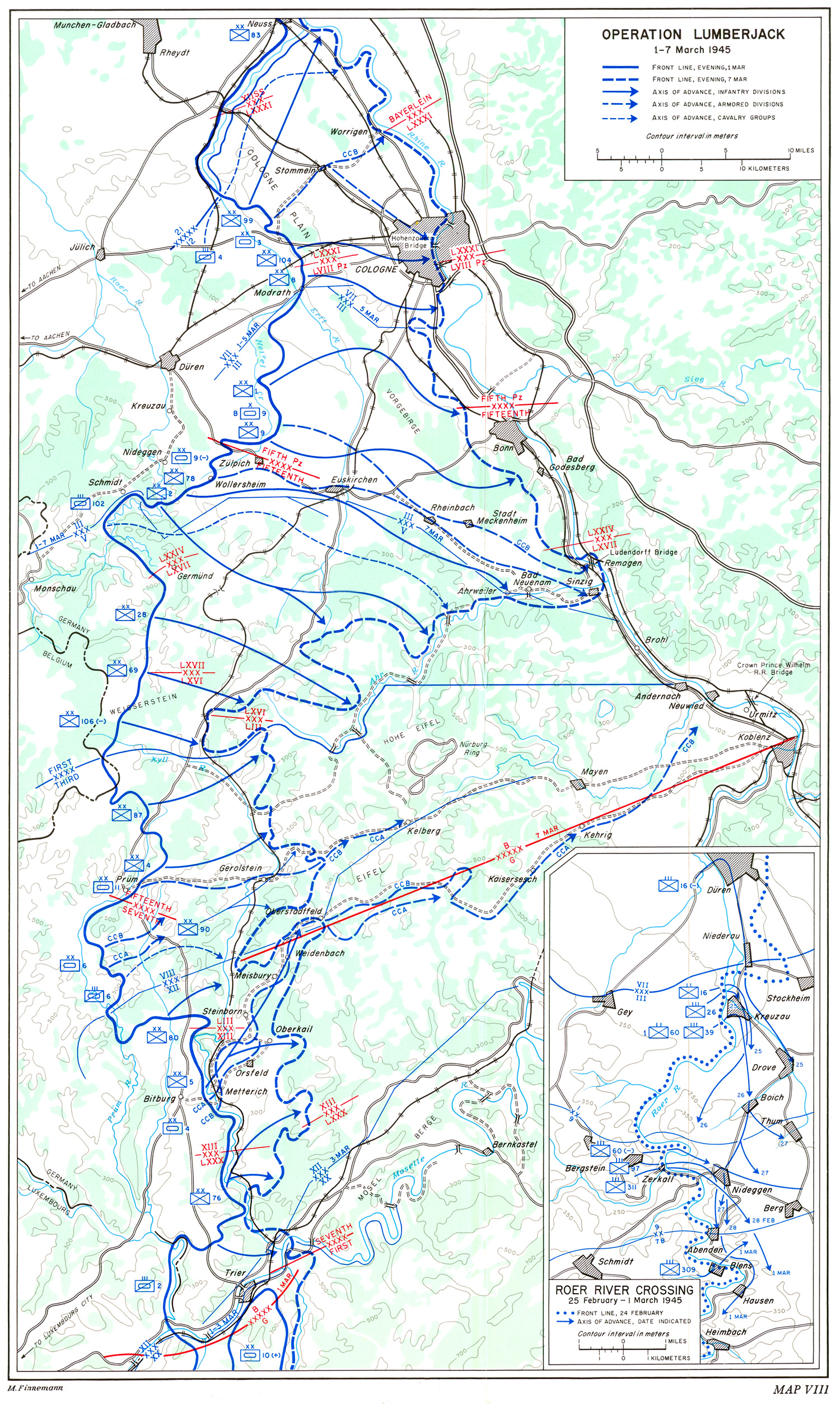
Karte der Operation

Die Operation Lumberjack (deutsch Unternehmen Holzfäller) war eine militärische Operation der Alliierten an der Westfront des Zweiten Weltkrieges im März 1945. Sie wurde durchgeführt von der amerikanischen 12th Army Group mit dem Ziel, das Westufer des Rheins zu erreichen. Sie schuf die Voraussetzungen für die anschließende Rheinüberquerung der Heeresgruppe.

## Ausgangslage
Die 21st Army Group unter Bernard Montgomery hatte sich im Rahmen der Operationen Veritable und Grenade entlang eines Rheinabschnitts bereits nördlich von Köln fest etabliert.

## Plan
Die 12th Army Group unter General Omar Bradley bereitete sich nun vor, von ihren Positionen in der Eifel ebenfalls zum Rhein vorzurücken und wenn möglich intakte Brücken über den Fluss zu erobern. Bradleys Plan war es, mit der 1. US-Armee unter Cortney Hodges vom Raum Düren aus das Gebiet zwischen den Mündungen von Erft und Ahr in den Rhein zu säubern und sich im Raum Ahrweiler mit den Truppen der 3. US-Armee unter George S. Patton zu treffen, die gleichzeitig durch die Eifel vorrücken sollte. Im Erfolgsfall würde die Operation Köln einnehmen, den Bereich um Koblenz sichern und die 12th Army Group überall flussabwärts von Koblenz – wo die Mosel in den Rhein mündet – ans Rheinufer bringen. Die 12th Army Group hoffte auch, viele Kriegsgefangene zu machen.

### Alliierte Kräfte
Während der Operation unterstanden von Nord nach Süd das VII., III. und V. US-Korps der 1. US-Armee.
- Dem VII. US-Korps unterstanden die 8., 99. und 104. US-Infanteriedivision und die 3. US-Panzerdivision.
- Dem III. US-Korps waren die 1., 9. und 78. US-Infanteriedivision und die 9. US-Panzerdivision unterstellt.
- Dem V. US-Korps unterstanden vier Infanteriedivisionen (2., 28., 69., und 106.).

Die 7. US-Panzerdivision nahm nicht an der Operation teil und wurde dem V. Korps erst am 7. März unterstellt.
Die 3. US-Armee setzte ein:
- Das VIII. US-Korps mit der 4. und 87. US-Infanteriedivision sowie der 6. und 11. US-Panzerdivision,
- das XII. US-Korps mit der 5., 76. und 80. US-Infanteriedivision und der 4. US-Panzerdivision sowie
- das XX. US-Korps mit der 26. und 94. US-Infanteriedivision und der 10. US-Panzerdivision

### Deutsche Kräfte
Ihnen gegenüber standen auf deutscher Seite (von Nord nach Süd):
- Von der 15. Armee (Gustav-Adolf von Zangen):
  - das LXXXI. Armeekorps unter Friedrich Köchling mit der 9. und 11. Panzer-Division, der 59. Infanterie-Division, der 363. Volksgrenadier-Division und der Division Nr. 476 und
  - das LVIII. Panzerkorps unter Walter Krüger mit der 3. Panzergrenadier-Division, der 12. Volksgrenadier-Division und der 353. Infanterie-Division.
- Von der 5. Panzerarmee (Hasso von Manteuffel):
  - das LXXIV. Armeekorps unter Carl Püchler mit der 3. Fallschirmjäger-Division, der 85. Infanterie-Division und der 272. Volksgrenadier-Division,
  - das LXVII. Armeekorps unter Otto Hitzfeld mit der 89. Infanterie-Division und der 277. Volksgrenadier-Division, und das
  - LXVI. Armeekorps unter Walther Lucht mit der 5. Fallschirmjäger-Division.
- Von der 7. Armee (Hans-Gustav Felber):
  - das LIII. Armeekorps unter Edwin von Rothkirch und Trach mit der 167., 326. und 340. Volksgrenadier-Division,
  - das XIII. Armeekorps unter Ralph von Oriola mit der 2. Panzer-Division sowie der 9., 79., 276. und 352. Volks-Grenadier-Division,
  - das LXXX. Armeekorps unter Franz Beyer mit der 212. und 560. Volksgrenadier-Division.

## Verlauf

### 1. März 1945
Bradley startete Lumberjack am 1. März 1945. Im Norden schlug die 1. US-Armee zügig Brückenköpfe über die Erft, erreichte am 4. März Euskirchen und am 5. März die Ruinen des weitgehend zerstörten Köln. Während die 1. Armee in der Kölner Bucht relativ frei operieren konnte, musste die 3. US-Armee das wegarme Gelände der Hocheifel passieren und kam deutlich langsamer voran. Panzerspitzen der 4. US-Panzerdivision nahmen am 6. März bei Neunkirchen (Daun) den deutschen General Edwin von Rothkirch und Trach gefangen und konnten bis in die Nähe des Rheins bei Koblenz vordringen. 
Innerhalb einer Woche wurde die Front 10 bis 40 Meilen (etwa 16–65 km) nach Osten verschoben. Im Norden erreichte das VII. US-Korps das Rheinufer in Köln, das III. US-Korps erreichte Positionen bei Bonn und Remagen. Noch weiter südlich stieß das V. US-Korps etwa 15–30 km in die Hocheifel entlang der Ahr vor.

### 7. März, Remagen
Im Operationsgebiet der 1. US-Armee stieß ein Trupp der 9. US-Panzerdivision (kommandiert von 2nd Lt. Karl H. Timmerman) am 7. März Richtung Remagen vor. Er war sehr überrascht zu sehen, dass die Ludendorff-Brücke, eine Eisenbahnbrücke über den Rhein, von den Deutschen noch nicht gesprengt worden war. Timmerman griff an; die Deutschen unternahmen einen Sprengversuch; durch die Explosion wurde die Brücke aber nur kurz aus ihren Lagern gehoben und fiel wieder dorthin zurück. Timmerman gelang es, die Brücke zu erobern; dies ging als das „Wunder von Remagen“ in die Annalen der Kriegsgeschichte ein.
Innerhalb von 24 Stunden überquerten 8.000 Soldaten den Rhein in Richtung Ostufer. An der Eroberung waren neben US-amerikanischen auch belgische und britische Soldaten beteiligt. Die Sprengung der Kronprinz-Wilhelm-Brücke bei Urmitz gelang dagegen; sie wurde am 9. März 1945 gegen 7:30 durchgeführt, obwohl noch Hunderte von flüchtenden deutschen Soldaten auf der Brücke waren. 
Damit hatten die Westalliierten endlich einen Brückenkopf über den Rhein. In der Schlacht von Remagen versuchten die Deutschen mit großem Aufwand, die Brücke zu zerstören, was ihnen aber nicht gelang. Eisenhower wies Bradley an, fünf Divisionen über den Rhein zu verlegen, um den Brückenkopf zu sichern, aber er ließ die 12th Army Group nicht sofort Gelegenheit von dem Vorteil ergreifen, der sich eröffnet hatte.

### 13. März 1945
Vielmehr wies Eisenhower Bradley am 13. März an, den Brückenkopf maximal 25 Meilen breit und 10 Meilen tief werden zu lassen. 

### 17. März 1945
Die Brücke stürzte zwar am 17. März ein; bis dahin hatten westalliierte Truppen aber mehrere Pontonbrücken über den Rhein gebaut.

### 22. März 1945
Am Morgen des 22. März begann die 1. US-Armee unter Generalleutnant Hodges damit, Angriffe aus dem Gebiet des Remagener Brückenkopfes vorzutragen.